# Carotenosi
La carotenosi (o carotenemia o xanthaemia o ipercarotenosi o carotenodermia) è la presenza di pigmento arancio noto come carotene nel sangue derivante da un eccessivo apporto con la dieta, condizione che può derivare da un consumo eccessivo di carote o altri vegetali contenenti il sopra citato pigmento come le patate dolci.

## Descrizione
I carotenoidi sono composti liposolubili ed includono alfa- e beta-carotene, beta-cryptoxanthina, licopene, luteina, e zeaxanthina. I carotenoidi maggiormente presenti nel siero sono il beta-carotene, licopene, e la luteina. I livelli sierici di carotenoidi variano a seconda della regione, della razza e del sesso nella popolazione sana. Sono tutti assorbiti per diffusione passiva dal tratto gastrointestinale e parzialmente metabolizzati dalla mucosa e dal fegato in vitamina A. Da qui sono trasportati nel plasma nei tessuti periferici. I carotenoidi sono eliminati attraverso la sudorazione, il sebo e le urine. I carotenoidi contribuiscono alla normale pigmentazione della pelle umana.
Un eccesso di carotenoidi eliminati attraverso il sudore può causare una colorazione arancio-giallastra degli ultimi strati epidermici e può essere, nelle persone di pelle chiara da un occhio non esperto scambiata per ittero, è una condizione nota come  carotenodermia.
La carotenemia è più comune nei vegetariani e nei bambini piccoli. Si apprezza soprattutto in persone dalla pelle chiara, può essere osservata nel palmo delle mani o nelle piante dei piedi un cambiamento di colore anche nelle persone con la pelle scura Si distingue facilmente dall'ittero in quanto non influenza il colore delle sclere o delle mucose.
Carotenodermia è volontariamente causata con la somministrazione di beta carotene in alcune dermatiti fotosensibili come la protoporfiria eritropoietica. Alte dosi di beta carotene sembrerebbero essere innocue e impiegate anche nella cosmesi. I alcune recenti meta analisi tuttavia l'effettiva utilità di questo tipo di trattamenti viene messa in discussione.

## Carotenodermia secondaria
Malattie associate alla carotenodermia includono: ipotiroidismo, diabete mellito, anoressia nervosa, sindrome nefrosica e malattie epatiche. Nell'ipotiroidismo e nel diabete mellito il meccanismo che causa ipercarotenemia sembra legato all'insufficiente conversione di questo in retinolo e al concomitante aumento dei lipidi sierici. Nel diabete mellito è stata messa sotto accusa anche la dieta specifica che ai pazienti diabetici è consigliato seguire, questa infatti spesso è ricca di vegetali contenenti carotenoidi. . Nella sindrome nefrosica l'ipercarotenemia è causata dalla mancata secrezione nelle urine di questi composti.
Nella patologia epatica l'incremento dei livelli sierici è da imputare alla mancata conversione in retinolo, in questa particolare condizione possono coesistere Carotenodermia e itero nello stesso paziente. Anoressia nervosa è associata alla carotenodermia soprattutto a causa della dieta e dell'ipotiroidismo.
In alcuni studi la carotenodermia è stata associata ad una maggiore prevalenza di Alzheimer, è stato tuttavia dimostrato che anche bassi livelli di carotenoidi possono essere dannosi e associati allo sviluppo di demenza.
La carotenodermia può essere associata a diversi disturbi dermatologici.. Una associazione comprovata tra l'Alzheimer e la carotenodermia è ad oggi ancora incerta.
La canthaxantina e l'astaxantina sono carotenoidi di origine naturale impiegati nell'industria alimentare statunitense e britannica come coloranti alimentari in carni e pesce.
La canthaxantina è stata impiegata come "pillola abbronzante" negli USA per quanto la Food and Drug Administration (FDA) non abbia dato la sua approvazione a causa degli effetti collaterali associati che includono epatite, orticaria, anemia aplastica e retinopatia caratterizzata da depositi e alterazioni del campo visivo.
I bambini piccoli sono particolarmente suscettibili a causa dei processi di omogeneizzazione dei prodotti che assumono, lavorazione che permette un maggiore assorbimento di carotene superando spesso quelle che sono le dosi giornaliere raccomandate, negli alimenti a base di carote e patate dolci anche di quattro-cinque volte.Inoltre possono essere somministrati multi-vitaminici come integratori che, spesso e volentieri aggiungono ulteriori quote di vitamina A.

## Trattamento
Carotenemia e carotenodermia sono considerate di per sé innocue e non necessitano di trattamento. In genere all'abbassarsi dei livelli di carotenoidi la pelle riacquista il suo colore originale, per quanto questo possa richiedere mesi. Non dovrebbero, comunque, essere somministrati integratori alimentari contenenti vitamina A a meno che non vengano prescritti dal pediatra o dal medico curante.